# Eriospermum bakerianum
Eriospermum bakerianum là một loài thực vật có hoa trong họ Măng tây. Loài này được Schinz mô tả khoa học đầu tiên năm 1890.